# Послеродовой тиреоидит
Послеродово́й ти́реоиди́т — развивается в послеродовом периоде у женщин, ранее не отмечавших нарушений со стороны щитовидной железы.

## Этиология и патогенез
Во время беременности (по данным McGregor) материнский иммунный ответ подавляется, увеличивается число Т-супрессоров и снижается количество Т-хелперов. ТТГ-блокирующие антитела способны проникать через плацентарный барьер к плоду и вызывать неонатальный гипотиреоз. Спонтанное выздоровление ребёнка наступает через 1,5—2 месяца (когда элиминируются из крови ребёнка материнские антитела).

## Клиническая картина
Щитовидная железа увеличена 2—3 степени, безболезнена, умеренно выражены признаки гипотиреоза (слабость, утомляемость, зябкость, склонность к запорам).

## Наблюдение на фоне беременности
Для ведения беременных с аутоиммунным тиреоидитом необходим достаточный клинический опыт, ибо мониторинг состояния по уровням Т4 и Т3 в плазме крови матери может давать неверные результаты.

## Лечение
Назначение препаратов тиреоидных гормонов ведёт к нормализации состояния.

## Профилактика
Наличие у матери аутоиммунного тиреоидита не является абсолютным противопоказанием к беременности и её наступление не усугубляет аутоиммунные процессы в организме матери. Тем не менее, нормальное развитие плода требует хорошей компенсации гипотиреоза у матери.